# Lomellina
La Lomellina (Lümlìna o Lümléna in dialetto lomellino, Lomlin-a in piemontese) è un'area storica-geografica territoriale della provincia di Pavia, nella Lombardia occidentale. La Lomellina è compresa tra il Sesia a occidente, il Po a occidente e a mezzogiorno, il Ticino a oriente e il Basso Novarese a settentrione. Di là dal Sesia confina con il vercellese, a ovest del Po con il Monferrato mentre a meridione del Po con il Tortonese e l'Oltrepò Pavese. Oltre il Ticino i confini sono spartiti con il Pavese e il Milanese. 
Territorio da sempre con forte vocazione agricola, ha nel capoluogo de facto Vigevano uno dei principali centri industriali dell'Italia settentrionale, oltre che capitale storica della produzione di calzature.
Comprende 57 comuni (214.494 ab.) tra i quali la succitata Vigevano è il centro più importante. Il suo nome deriva dal comune di Lomello, già municipium romano e importante centro di aggregazione per il territorio. Nella zona è diffusa la coltura del riso, come testimoniato dalla Sala contrattazione merci di Mortara, la più importante in Italia per quanto riguarda la compravendita del riso.
Nel corso della sua storia ha a lungo goduto di diverse e forti autonomie, come testimoniato dal Vigevanasco e dalla Provincia di Lomellina.

## Storia
Anche se oggi la Lomellina appare come una regione abbastanza omogenea e ben identificata, la sua formazione come precisa entità storico-amministrativa fu il frutto di un processo lungo e complesso, che si poteva dire concluso solo verso la fine del Medioevo.

Indubbiamente la Lomellina, nell'ambito della Pianura Padana, ebbe alcune caratteristiche particolari. Qui più che altrove la fitta coltre boscosa che ricopriva la pianura in epoca preistorica si conservò a lungo: ancora in epoca rinascimentale la zona aveva ampie foreste, assai rinomate per la caccia, che facevano della Lomellina il luogo prediletto per gli svaghi dei Signori di Milano.

### Epoca romana
Questa situazione probabilmente non era venuta meno neppure in epoca romana, poiché non si trova traccia in Lomellina della centuriazione che caratterizza gran parte della Pianura Padana, se non attorno a Vigevano (che costituiva un lembo della campagna centuriata di Novara), implicando l'esistenza quasi sicura di un centro abitato di una certa importanza nei pressi dell'attuale territorio comunale. La zona pertanto non vide una deduzione di coloni, e le popolazioni locali, di origine preromana, subirono un lento e forse pacifico processo di romanizzazione nel corso del I secolo a.C. La zona non doveva essere etnicamente compatta in epoca preromana: se è vero che i popoli antichi della pianura padana si raccoglievano attorno ai fiumi, principali vie di comunicazione in assenza di strade, la Lomellina doveva essere il luogo di confine e forse parziale sovrapposizione dei popoli che vivevano lungo i fiumi che circondano da tre parti la zona: i Levi del Ticino, probabili fondatori della Vigevano romana, i Marici del Po e i Libicii del Sesia (fondatori i primi due popoli di Pavia, e l'ultimo di Vercelli). Questi popoli facevano parte del residuo ethnos ligure padano; più a nord, verso Novara, si trovavano popoli di prevalente origine celtica (Victimuli, Vertamocori).

La regione aveva dunque centri urbani appena fuori dai suoi confini, ma costituiva un'area singolarmente vasta, per la pianura padana, priva ancora in epoca romana di centri urbani importanti. Questa situazione venne parzialmente mutando quando i Romani potenziarono la rete stradale a nord del Po, verso le Gallie: la Lomellina era attraversata da un'importante strada che da Pavia, attraverso Duriae (Dorno), Laumellum (Lomello) e Cuttiae (Cozzo), portava verso Torino e le Alpi (dunque le valli dei fiume Dora, Duriae, e la provincia delle Alpi Cozie, Cuttiae). È significativo che gli unici centri antichi conosciuti siano noti dagli itinerari e non da testi letterari o epigrafici (solo Lomello è citata in un testo storico, piuttosto tardo -355- e sempre in riferimento alla strada: Ammiano Marcellino, XV.8.18): per i romani la Lomellina era ancora solo una zona da attraversare. Questo peraltro non significa che la popolazione locale non avesse dato vita a insediamenti notevoli, anche se non urbani. In quest'epoca probabilmente la Lomellina era divisa tra i municipi di Vercelli, Novara e, soprattutto, Pavia. La parte sudorientale della Lomellina si chiamava Aliana: si parla infatti di una regione Aliana inter Padum Ticinumque amnes (Plinio il Vecchio, Nat. Hist, XIX, 9), celebre per i lini. In prossimità c'era anche una regione Retovina il cui nome potrebbe derivare da un luogo detto Retovium, forse il Redobium del Medioevo, ovvero Robbio.

### Medioevo
Un vero cambiamento si ebbe solo nella tarda antichità e nel primo Medioevo, a seguito dello straordinario aumento di importanza di Pavia, divenuta capitale dei Goti, dei Longobardi e dei Franchi in Italia. Il rapporto con Pavia fu cruciale per la Lomellina, anche se contraddittorio e spesso conflittuale. Indubbiamente il primo effetto fu l'aumento di importanza di Lomello, che divenne in epoca franca sede di contea. Sorto sull'Agogna, che era verosimilmente l'antico confine tra Pavia e Vercelli, l'antico municipium riunì una vasta area dell'attuale Lomellina, che per il prestigio di quello che all'epoca era il suo centro principale assunse per la prima volta tale nome. La parte orientale, comunque, continuò a far capo a Pavia e altre zone marginali a Novara e Vercelli. Il rapporto di questa contea con la città ticinese ebbe un rapido e contraddittorio sviluppo: i Conti di Lomello divennero Conti del Sacro Palazzo di Pavia e Conti di Pavia, ma questo predominio lomellino si invertì quasi subito; Pavia prima scacciò i Conti, poi li combatté e infine li sottomise (1146). D'altra parte la Lomellina assoggettata assunse i connotati odierni, poiché Pavia identificò con tale nome (fino ad allora utilizzato per definire un territorio più ristretto) tutti i suoi domini a occidente della città, comprendenti sia l'antica contea di Lomello, sia le terre adiacenti già pavesi, sia infine lembi del territorio vercellese e novarese che il potente comune pavese aveva conquistato. Ne risulta quindi, al contrario del vicino Oltrepò, un'area dotata di un proprio centro aggregativo già precedentemente alla conquista pavese. Si aggiunga che la vicinanza di altri centri urbani (Vercelli, Novara, Alessandria e Milano, oltre al progressivo aumento di prestigio di Vigevano) rese meno forte la presa del capoluogo sulla regione, specie quando la potenza di Pavia cominciò a declinare.

### Secoli XVI e successivi

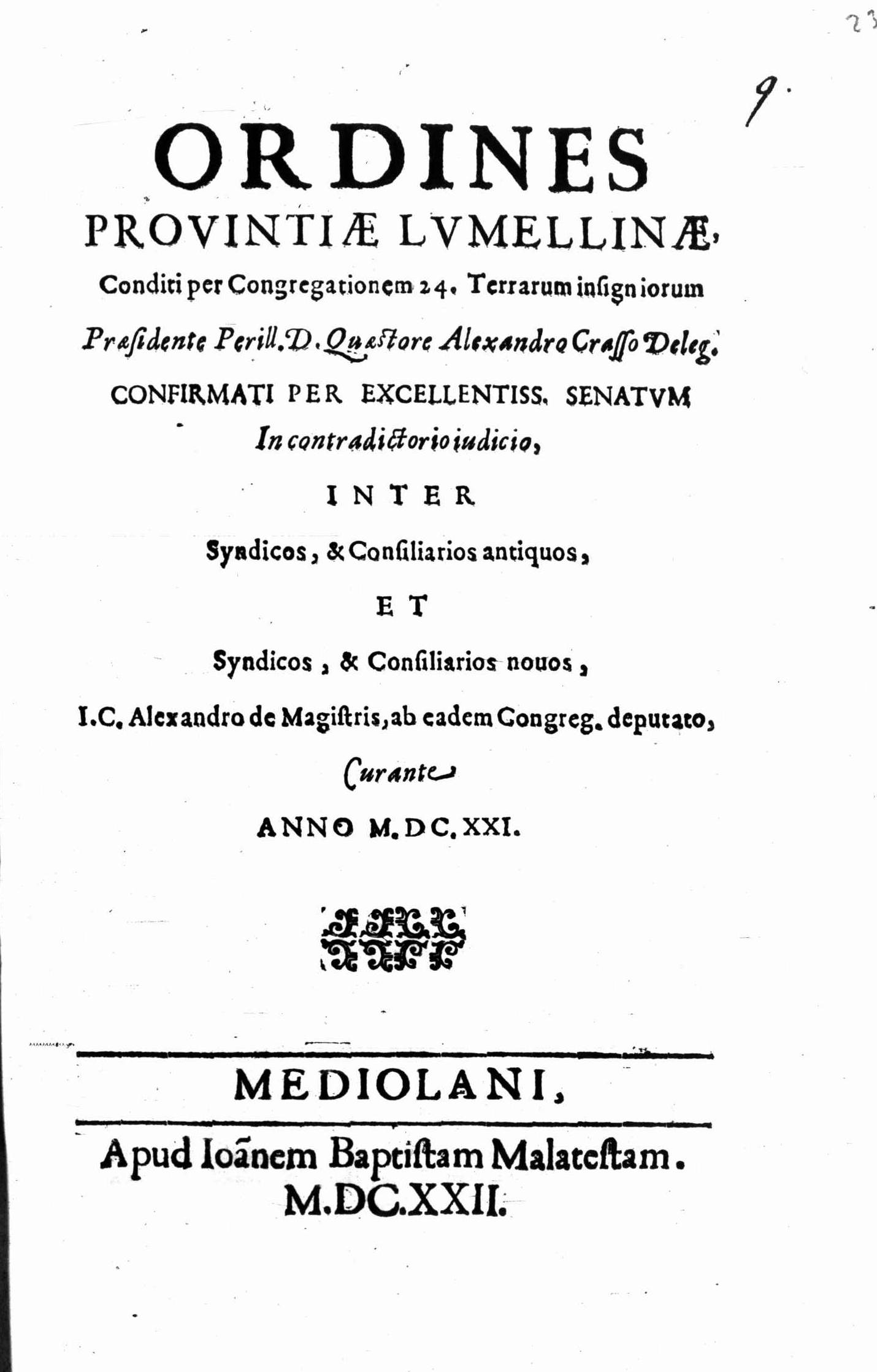
Ordini per la provincia della Lomellina (Ordines Provintiae Lumellinae), 1622

Dopo la conquista viscontea del territorio pavese la Lomellina venne confermata alla Contea di Pavia, poi elevata a Principato. È proprio in questo periodo, però, che si apre una plurisecolare spaccatura tra il capoluogo e il territorio, caratterizzata da forti autonomie, che solo l'Unità d'Italia avrebbe concluso definitivamente. È infatti nel 1530 che Vigevano, ottiene per prima in Lombardia il titolo di città., oltre che di sede vescovile, risultando a tutt'oggi l'unica altra città nella provincia sede di diocesi; il tutto su intercessione di Francesco II Sforza, ultimo duca di Milano ed esponente di una famiglia storicamente legata alla città. In conseguenza di ciò i delegati di Vigevano domandano allo Sforza una “idoneam et competentem jurisdicionenem”, ottenendo come risposta l'istituzione nel 1532 del Vigevanasco, provincia autonoma che avrebbe radunato per oltre due secoli un'importante fetta della Lomellina settentrionale con alcuni dei suoi centri principali: oltre naturalmente a Vigevano, ne fecero parte tra gli altri anche Gambolò, Cilavegna, Robbio. Nel XVII secolo, sempre nell'ambito dello Stato di Milano, il resto della Lomellina cominciò a godere di una maggiore autonomia amministrativa: prima grazie una propria Congregazione slegata da quella cui faceva capo il resto del Principato, risultando in un certo senso territorio "indipendente", poi nel 1707, conquistata dai Savoia durante la Guerra di successione spagnola (possesso confermato nel 1713 con la pace di Utrecht), diventando provincia autonoma (l'Oltrepò fu a sua volta annesso nel 1743 e separato da Pavia, ma continuò a chiamarsi pavese; qualunque riferimento all'antico capoluogo mancava invece nel caso della Lomellina). Nel 1743 il Vigevanasco conclude la sua plurisecolare esistenza diventando territorio sabaudo e, nel 1750, la sua eredità è raccolta dalla Provincia di Vigevano. In tal modo nell'età moderna si ebbe un'idea più ristretta della Lomellina: solo nel 1818 le province di Lomellina e di Vigevano furono riunite, con capoluogo la prima nonostante il primato della seconda, e il nome Lomellina ricominciò a indicare l'intero territorio noto oggi con questo nome.

Nel 1859, ormai all'alba dell'unità nazionale, il decreto Rattazzi stabilì la riunione della Lomellina e dell'Oltrepò Pavese, già piemontesi, con la Provincia di Pavia tolta all'Austria, nella nuova provincia di Pavia, nell'ambito della quale fu istituito il circondario della Lomellina, con capoluogo Mortara, erede di una plurisecolare autodeterminazione del territorio. Da allora qualsiasi discorso circa la riassegnazione al vasto territorio lomellino di una nuova autonomia, con la creazione di un'ipotetica provincia, rimane confinato a poche e isolate figure politiche.

## La natura della Lomellina

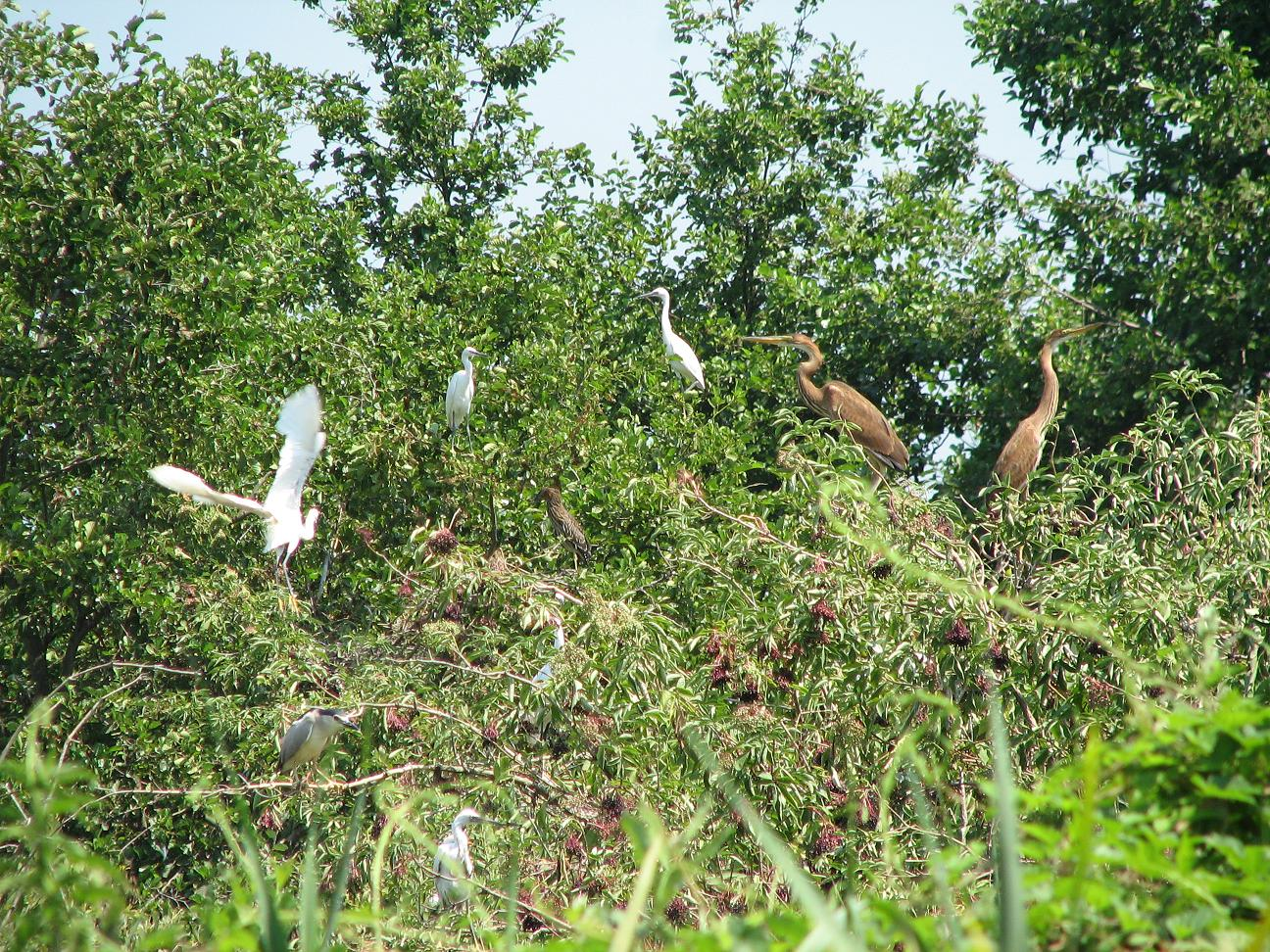
Una garzaia della Lomellina, con aironi rossi, garzette e nitticore.

Un territorio pianeggiante come quello lomellino non mostra, a un visitatore occasionale, evidenti segni di eterogeneità ambientale. La maggior parte del territorio è occupata dalle coltivazioni e sembra aver sottratto ogni spazio alle formazioni vegetali spontanee. Il terreno così piatto e uniforme sembrerebbe essere una condizione originaria, e non, come in realtà è, il risultato di una plurisecolare azione dell'uomo, che ha trasformato un territorio originariamente costituito da piccole ma percettibili ondulazioni, occupate da una fitta e variegata vegetazione, al fine di ricavare terreni coltivabili. In estrema sintesi, il territorio originario era costituito da piccole ondulazioni, sulla cui sommità si sviluppava una vegetazione caratteristica delle zone aride, alle quali si alternavano avvallamenti nei quali l'umidità del terreno era, talvolta, molto pronunciata e consentiva lo sviluppo di una rigogliosa vegetazione palustre. Le aree intermedie, che costituivano la maggior parte del piano fondamentale della pianura, erano occupate da formazioni di foreste, dominate dalla farnia, Quercus robur, e da altre specie arboree più o meno esigenti per quanto riguarda l'umidità del suolo. La bonifica dei terreni ha consistito nella rimozione delle parti più elevate delle ondulazioni e nella collocazione del terreno rimosso nelle zone più ribassate. Questo fu realizzato anticamente con mezzi molto semplici, ossia con pale e carriole. Negli ultimi decenni si è proceduto con ulteriori trasformazioni utilizzando i bulldozer.
Sopravvivono, tuttavia, lembi di territorio molto ridotti ma di grande interesse naturalistico, storico e documentario, che ci mostrano come doveva essere l'aspetto della Lomellina in epoche passate. Queste aree residue ospitano ancora delle testimonianze naturalistiche di enorme pregio, quali formazioni vegetali, esempi di flora e di fauna di grande importanza anche a livello europeo. Basti pensare che in alcuni dei boschi umidi residui sono localizzate le cosiddette “garzaie”, ossia le colonie di aironi gregari, più importanti d'Europa. Molto interessanti sono le golene dei fiumi Po, Ticino, Sesia e Terdoppio, che in alcuni tratti hanno conservato caratteristiche naturali di grande valore. Una delle peculiarità meno conosciute, anche a livello locale, è rappresentato dai dossi.
Una parte rilevante del territorio lomellino è stata inclusa fra le Aree prioritarie per la biodiversità ed è una delle aree sorgente importanti nell'ambito della Rete Ecologia Regionale della Lombardia.

### La protezione della natura in Lomellina

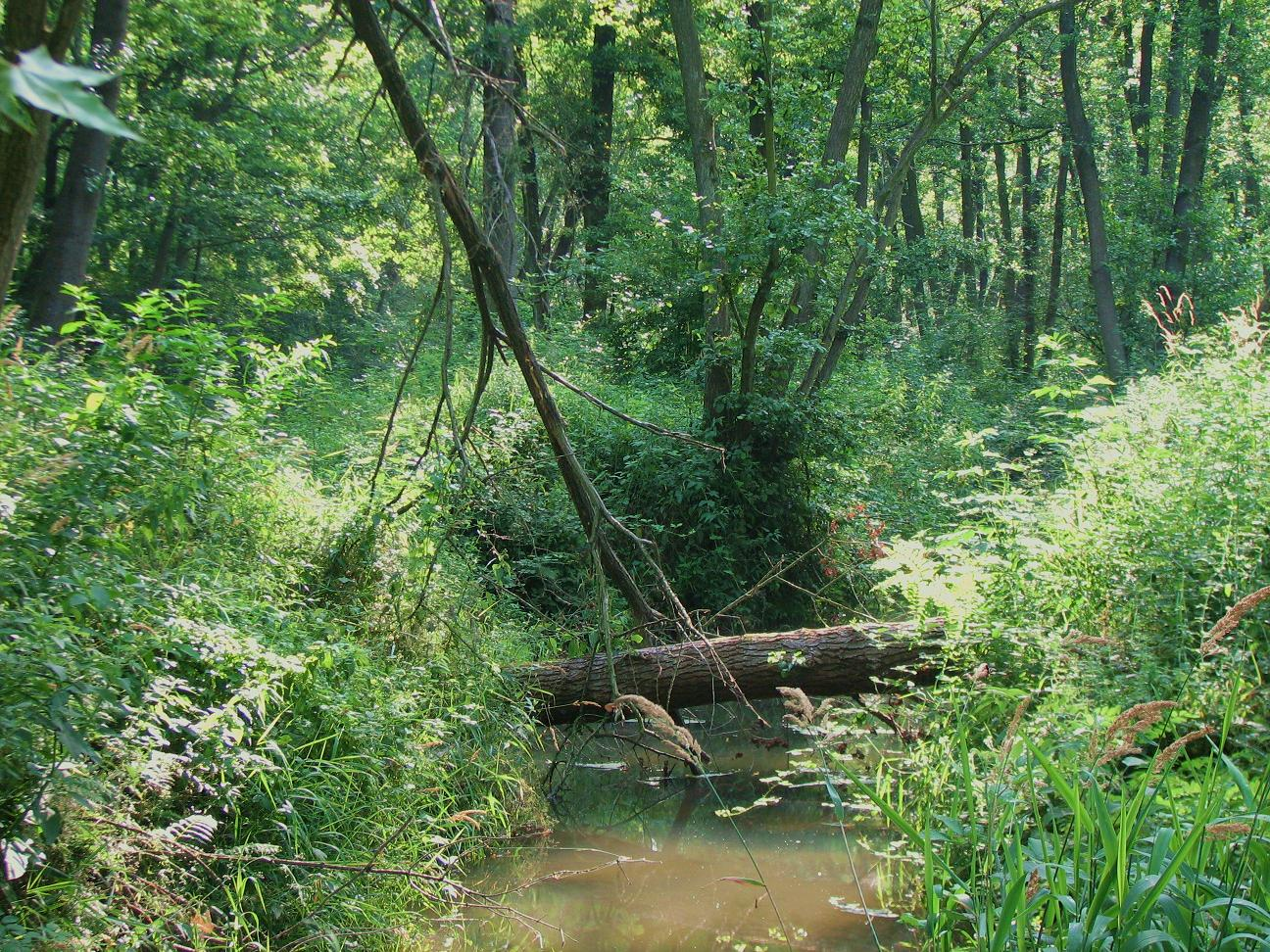
La Riserva naturale della Palude Loja, Zeme. Un ontaneto in buono stato di conservazione.

In Lomellina esistono diverse riserve naturali e monumenti naturali, istituiti dalla Regione Lombardia e due parchi regionali: il Parco naturale lombardo della Valle del Ticino, primo parco regionale istituito in Italia nel gennaio del 1974, e il Parco del Po Vercellese/Alessandrino, della Regione Piemonte.
Le aree protette della Lomellina esistono grazie alla presenza al loro interno di valori faunistici di livello internazionale. Nel corso degli anni '70 ci si rese conto della rilevanza delle popolazioni di aironi coloniali della Pianura padana centro-occidentale tra le popolazioni del Paleartico occidentale, con la Lomellina al centro. Oggi, in un quadro di conoscenze più completo, questa regione si conferma come una delle più ricche e interessanti dal punto di vista ornitologico nel continente. È questa una delle poche zone, forse l'unica, in cui si incontrano tutte e nove le specie europee di Ardeidi, sette delle quali coloniali (Airone cenerino, Airone rosso, Airone bianco maggiore, Garzetta, Sgarza ciuffetto, Airone guardabuoi, Nitticora) e due, Tarabuso e Tarabusino, che nidificano in modo solitario. Accanto a esse nidificano specie di assoluto interesse conservazionistico: Spatola, Mignattaio e Falco di palude.
Oltre che per gli uccelli nidificanti, le riserve naturali e i monumenti naturale della Lomellina si sono dimostrati dei biotopi di grande rilevanza per la conservazione di specie rare e minacciate a livello europeo, fra le quali diverse incluse nelle liste di priorità della Direttiva Habitat.

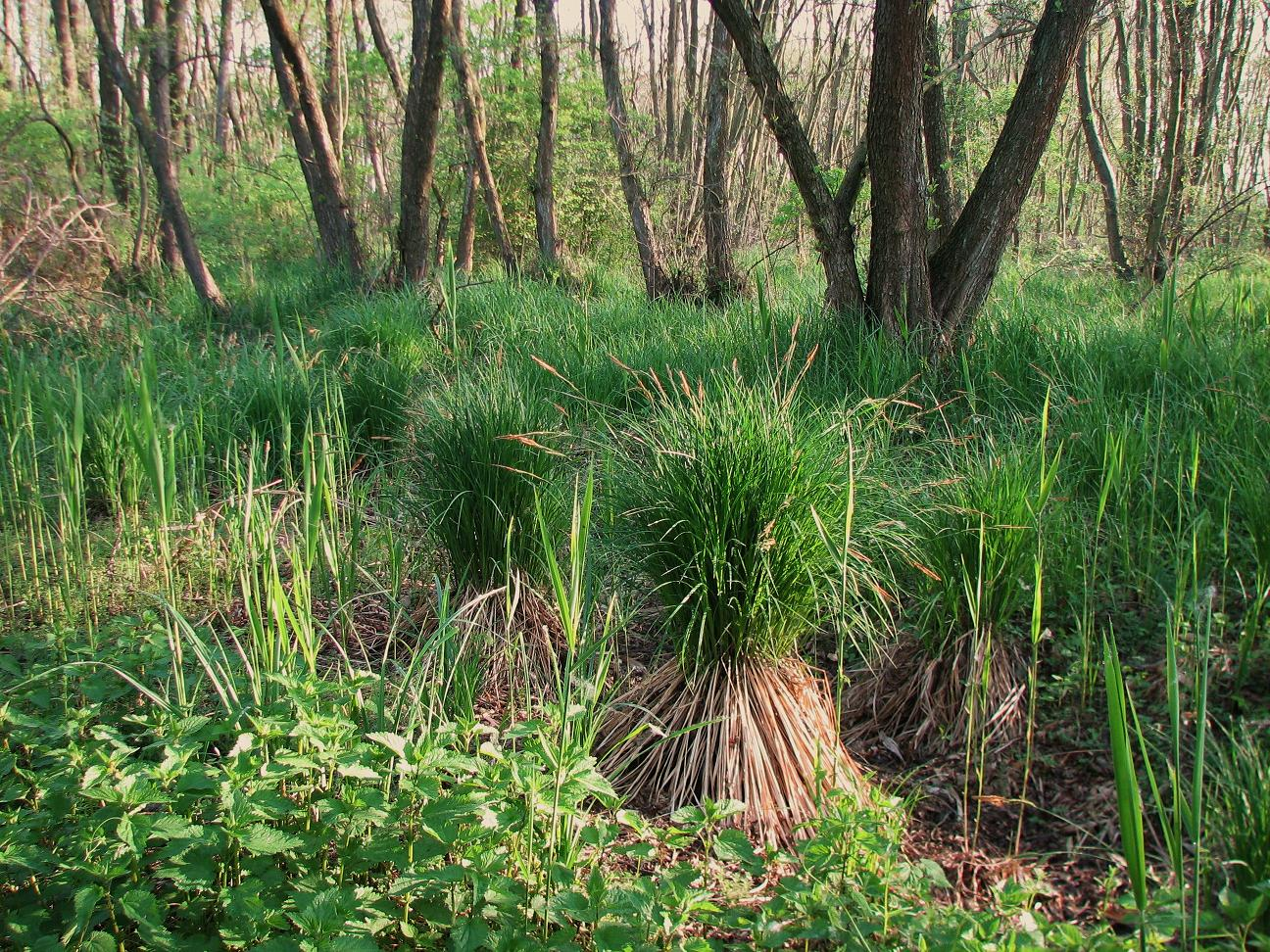
L'ontaneto del Monumento naturale e SIC Garzaia della Cascina Notizia, Mede.

Grazie all'interesse ornitologico, le zone umide più importanti furono identificate dai ricercatori dell'Ateneo pavese come prioritarie e in seguito protette grazie all'applicazione delle nuove leggi regionali nel corso degli anni ‘80. Solo diversi anni più tardi, con il recepimento da parte dell'Italia della Direttiva Habitat, promulgata dalla Comunità Europea nel 1992, ci si rese conto che le scelte già effettuate avevano anticipato gran parte degli intendimenti della Direttiva stessa. In particolare, il sistema di aree protette della pianura pavese comprendeva i migliori esempi di formazioni boschive di Ontano nero. Queste, classificate come “Foreste alluvionali residue di Alnus glutinosa e Fraxinus excelsior (Alno-Padion, Alnion incanae, Salicion albae)”, non solo sono incluse fra gli habitat di interesse comunitario la cui presenza comporta la designazione dell'area come SIC (Sito di Interesse Comunitario), ma la loro conservazione è considerata prioritaria. Mai come in questo caso l'uso di un gruppo faunistico quale indicatore di valore naturalistico ha prodotto risultati concreti e interessanti su più vasta scala.

### I dossi della Lomellina
I dossi della Lomellina hanno attirato l'attenzione di illustri studiosi di scienze naturali fin dal XIX secolo. Già nel 1882 il geologo Taramelli si era occupato di queste aree, approfondendone lo studio negli anni successivi in alcune pubblicazioni (1890). Un altro geologo di fama, Alfredo Boni, per anni direttore dell'Istituto di Geologia dell'Università di Pavia, studiò i dossi, compiendo osservazioni molto particolareggiate. Il lavoro fu pubblicato nel 1947, e costituisce tuttora un contributo fondamentale per la geologia della Pianura padana. Gli aspetti botanici furono oggetto di ricerche da parte di Francesco Corbetta, dell'Istituto di Botanica dell'Università di Bologna, e i risultati pubblicati nel 1968.

#### Geologia
Minori interruzioni alla piatta uniformità e al succedersi delle ricche colture a campi, a marcite, a risaie sono costituite da minuscoli rilievi che, isolati o a gruppi, si staccano dal piano generale. Profondamente colpito resta colui che, abbandonata la strada maestra che da Tromello conduce a San Giorgio Lomellina, s'avvia per i campi, e poi, superati i filari di pioppi che limitano l'orizzonte, s'avventura nei boschi verso Cergnago. Uno spettacolo del tutto insospettato gli si presenta: la superficie, decisamente sabbiosa, arida, ricoperta da magre erbe, da qualche ginestra e da una bosco di querce e robinie, è tutta ondulata da minuscole collinette, fra le quali stanno delle piccole depressioni, dove i l terreno appare più umido. Tutti questi rilievi vengono genericamente indicati sul posto col nome di "dossi", e, in qualche caso, per indicare la loro natura sabbiosa, con quello di "sabbioni".
Naturalmente le plaghe a dossi sono oggi molto limitate in estensione e i rilievi isolati poco numerosi; l'opera bonificatrice li attacca continuamente, coltivandoli dapprima senza irrigazione, spianandoli progressivamente, adducendovi quindi l'acqua e riducendoli così a colture irrigue. A memoria d'uomo si ricordano zone prima a "dossi" e oggi spianate, irrigate e coltivate a riso. Nella carta topografica stessa vediamo in più punti l'indicazione "i Dossi" in regioni oggi pianeggianti: anzi questo fatto può aiutarci a ricostruire la distribuzione del fenomeno in un passato storico. Le più grandi plaghe sabbiose a dossi della Lomellina, e quindi di tutta la Lombardia, in cui più evidente è la morfologia primitiva, sono quattro: quella che da Remondò a Nord si spinge sin quasi alle cascine la Rabbiosa e Donzellina a Sud con una larghezza che si aggira sul chilometro, una seconda che da Cergnago si estende per un paio di chilometri verso SE sino a incontrare e oltrepassare la strada San Giorgio-Tromello; una terza, più piccola, esiste in corrispondenza al bosco del Lupo a Nord della cascina "Bella Rosa", a ovest dello stradale Ottobiano-Tromello, e una quarta, ormai molto ridotta, nei pressi di Mortara.

##### L'origine dei dossi
Scientificamente è interessante il problema della loro origine - se a opera del vento o delle acque correnti - e della loro età. Da questo fondamentale altri ne derivano non meno importanti, come quello delle condizioni climatiche in cui è avvenuto il loro modellamento e quello dei lineamenti della idrografia all'epoca della loro formazione. I "dossi" non sono del resto una particolarità del tratto pavese della pianura padana. Rilievi sabbiosi consimili dalla letteratura risultano presenti in Piemonte (i "sabbioni" di Trofarello-Cambiano e di Grugliasco), nel Cremonese, nel Veronese (dossi), nel Padovano (dune), nel Vicentino (motti o motte); tali ambienti sono attualmente molto ridotti o del tutto scomparsi. Naturalmente sono espressamente esclusi i rilievi isolati da un fenomeno di erosione e di terrazzamento e quelli emergenti dalla pianura come inclusi tettonici. Nella prima edizione della sua "Descrizione geologica della provincia di Pavia" (1882) Torquato Taramelli ricorda i suddetti rilievi, indicandoli nella carta annessa sotto la comune denominazione "sabbie sciolte alternate con argille; formano rilievi nell'altopiano terrazzato e si appoggiano su formazioni terziarie", e riconnette quelli della Lomellina con quelli di Miradolo Terme. Egli riteneva che essi rappresentassero " i resti di un prisma di deiezione proveniente dalla valle superiore del Po, il quale si continuasse sempre a tramontana dell'attuale corso di questo fiume sino a investire il colle di San Colombano; questi resti sarebbero stati erosi e circondati di più recenti alluvioni, disperse dai corsi d'acqua emungenti i ghiacciai della Sesia, del Ticino e del Verbano". L'epoca di loro formazione sarebbe secondo il Taramelli il diluvium antico. Tale sua concezione il Taramelli ribadisce nella "Spiegazione della carta geologica della Lombardia" (1890) e aggiunge: "Questi rilievi ocracei o sabbiosi rappresentano dei conoidi diluviali e dei prismi di deiezione indipendenti dall'apparato alluvionale terrazzato, che può riferirsi alla seconda fase glaciale e si vedono quindi conservati dove non si spinsero i ghiacciai in questa fase e dove minore fu l'erosione e meno potente l'interrimento delle correnti diluviali ed alluviali". Lo Stella (1895) afferma invece decisamente la natura di dune continentali di questi rilievi: "... quelle da me segnate sulla carta, sia in Lomellina sia nel Pavese, sono vere dune continentali " e ne attribuisce la formazione all'Alluvium. La carta cui allude lo Stella rimase però manoscritta e quelle allegate ai suoi lavori successivi non portano indicazioni dei dossi. Ben presto il Taramelli (1898) accetta le vedute dello Stella sull'origine dei dossi, attribuendone però la formazione al Diluvium recente. Sorgono però subito le prime critiche, o perlomeno limitazioni, all'idea dell'origine eolica di questi piccoli rilievi della pianura. L'Artini (1898) infatti così conclude il suo studio mineralogico delle sabbie dei dossi del Veneto: "Un altro fatto colpisce subito chi esamini i campioni di questi materiali, e li confronti: la disformità di grana, e la ineguaglianza estrema del diametro dei singoli granuli componenti: accanto a un limo finissimo si trovano granuli sabbiosi di crescente diametro, e perfino dei ciottolini di varia natura. Ora questa osservazione può da sola bastare a escludere il dubbio che i dossi rappresentino cordoni litorali, dune marine, o dune continentali ... Il mio avviso è che piuttosto i dossi rappresentino gli avanzi di argini naturali, di materiali trasportati e in parte smossi e rimestati dalla fiumana torrenziale che scende dai ghiacciai in dissoluzione, con velocità mutevole, e corso capricciosamente vagante". Nicolis (1898) sottolinea l'ipotesi, attribuendo la formazione di questi dossi a un'idrografia di transizione da quella diluviale a quella alluviale. Egli ammette però che "in certi tratti della nostra bassa regione priva di vegetazione, ove erano estese fine sabbie, durante un periodo climatico asciutto, il fenomeno eolico abbia potuto prodursi". Si ricorda inoltre come i "dossi" non siano contraddistinti nel foglio 58 Mortara della carta geologica d'Italia, rilevato, per la pianura, dallo Stella, mentre lo sono nel foglio 59 Pavia, rilevato dal Sacco, e che nel foglio 63 Legnago, pure rilevato da Sacco, sono indicati dei "dossi di terreno sabbioso sterile, residui di antiche alluvioni". Il Cozzaglio (1937) nella sua "Carta idro-geologica della pianura padana - regione tra l'Adige e i l Serio" - segna delle "sabbie fine probabilmente eoliche".

##### La forma dei dossi
Purtroppo solo in ben pochi casi si può riconoscere ancora la forma che il dosso aveva prima delle opere di bonifica agraria operate dall'uomo negli ultimi secoli. E anche questa non è detto che fosse quella primitiva. Per lo più non rimangono oggi che frammenti di superficie a dossi delle quali è difficile ricostruire l'andamento primitivo, quand'anche la superficie stessa non sia stata rimaneggiata per apporto o asportazione di materiale, per lavori agricoli o anche per opere militari. Si può avere ancora una discreta visione dell'aspetto primitivo nelle citate plaghe di Remondò, di Cergnago-San Giorgio, di Bosco del Lupo, almeno in determinati punti. La superficie del terreno, per lo più nuda o ricoperta essenzialmente da una boscaglia di robinie e rovi, presenta qui l'aspetto di minuscole collinette ad andamento molto irregolare, racchiudenti fra loro delle piccole zone depresse, dal fondo più umido, reso evidente dalla maggiore abbondanza delle erbe, quasi piccole oasi nel minuscolo deserto sabbioso. Tale collinette raggiungono un'altezza variabile da punto a punto, ma in alcuni casi esse arrivano anche a 5-6 metri. Il loro andamento è molto irregolare, così che difficilmente si riesce a riconoscere una direzione prevalente di allineamento: in qualche punto sembrerebbe potersene distinguere una NNE-SSW, in qualche altro maggiormente N-S o anche NNW-SSE. Non è possibile riconoscervi un fianco più rapido e uno meno. Se è lecito pensare che le forme attualmente rilevabili riproducano almeno in parte quelle primitive di questi piccoli rilievi, sembrano potersi distinguere due tipi morfologici: quello di vasti tratti di superficie modellata a mo' di dune e quello di ondulazioni della superficie pressoché isolate, allungate in una determinata direzione e lentamente digradanti in una delle ortogonali. I dossi del Pavese sembrerebbero corrispondere a questo secondo tipo, mentre nella Lomellina sarebbero presenti ambedue.

##### Origine delle forme
Alla fine del Diluvium le fiumane depositarono in corrispondenza alla zona fra Mortara, Cergnago, San Giorgio, Tromello, Gambolò e altrove, sabbie fini mescolate con ciottoli di notevoli dimensioni. Nel periodo di transizione fra questa idrografia e quella alluviale i fiumi, assunto un carattere diverso da quello posseduto precedentemente, formarono banchi di sabbia più o meno fine e più o meno mista a ciottoli e si crearono degli argini naturali. Poi cominciarono l'opera di erosione e di terrazzamento. Là dove le sabbie depositate erano più fini e formavano plaghe più vaste, s'iniziò, forse subito, forse dopo un certo tempo,il rimaneggiamento eolico. Le polveri e le sabbie minute e leggere, se presenti, furono trasportate più lontano. Quelle di grana media furono separate dai ciottoli, accumulate e modellate in dune in un lento processo, continuatosi per periodi lunghissimi. Dove invece le sabbie costituivano soltanto dei banchi o dei cordoni l'azione eolica - se si verificò, - fu certamente minore e ben presto cessò per la protezione della vegetazione tutt'attorno. Il rimaneggiamento eolico, che non sembrerebbe presupporre condizioni climatiche nettamente diverse dalle attuali, si è continuato perlomeno sino all'epoca gallo-romana, e forse sino alle opere di bonifica idraulica e agraria, allorché l'umidità dell'aria aumentò in seguito sia a mutamenti climatici sia alla creazione di marcite e risaie.

#### Vegetazione
Gran parte dei dossi ha subito alterazioni profonde in epoche recenti; ciò rende difficile la ricostruzione del possibile paesaggio vegetale che li caratterizzava nelle condizioni originarie. Dei dossi lomellini però, due, fortunatamente, anche se solo in parte, sono scampati alla distruzione totale. Uno è il dosso di Remondò nella parte posta a sud della strada Mortara-Pavia che è ora occupato da installazioni militari e che, anche se in parte manomesso, è ancora sufficientemente rappresentativo. L'altro è parte del dosso di San Giorgio - Cergnago, posto lungo la strada comunale Cergnago-Tromello, di proprietà privata, destinato ad azienda faunistica e che, malgrado alcune manomissioni inerenti alla sua funzione (escavazione, ad esempio, di stagni per la caccia agli uccelli acquatici), conserva non pochi lembi ancora pressoché intatti e di grande bellezza. 
Del primo, oggigiorno pressoché privo di copertura arborea originaria, si occupò anni or sono Bertossi (1950) che illustrò diversi popolamenti pionieri che si succedono nella colonizzazione del suolo sabbioso e propose uno schema dinamico della vegetazione. Nell'ambito del dosso di San Giorgio e Cergnago, invece, l'aspetto indubbiamente più interessante è offerto dalla parte centrale, meno manomessa, tutta modellata in dune di scarsa pendenza e occupata oltreché dai muschi e licheni (prevalentemente Rhacomitrium canescens, Cladonia furcata e C. endiviaefolia) anche da piccoli lembi boscosi, di superficie, in genere, assai modesta. Nella maggior parte dei casi tali lembi non oltrepassano le dimensioni di 40-50 metri per 25-30 La struttura del bosco è caratterizzata dalla presenza di uno strato arboreo rappresentato esclusivamente da Quercus robur, con individui annosi e del diametro, alla base, anche di 30–40 cm. Segue uno strato arbustivo, basso (2-3 metri), in genere assai rado, con Crataegus oxyacantha, Rhamnus frangula, Evonymus europaeus e Ligustrum vulgare. Nello strato erbaceo, scarsamente e irregolarmente rappresentato, spiccano soprattutto folte colonie di Polygonatum multiflorum e Polygonatum officinale. Pur nella povertà della loro composizione floristica, i boschi che crescono sui dossi hanno fornito dati che permettono di fare alcune considerazioni e cioè che la penetrazione di Robinia pseudacacia, che pure intorno alligna assai vigorosamente, è fortunatamente assai scarsa e che pare significativo il fatto che il rinnovamento naturale più attivo della farnia Quercus robur coincida con la presenza di un numero maggiore di specie caratteristiche dei Querco-Fagetea. Di minore interesse invece, perché profondamente scompaginati dall'intervento antropico, altri aspetti vegetazionali e cioè gli arbusteti a ginestra Cytisus scoparius e i gramineti aperti a “barba di capra” Corynephorus canescens o quelli chiusi a Carex hirta e Cynodon dactylon.

#### Fauna
L'area dei dossi costituisce un'isola di vegetazione naturale nella distesa delle coltivazioni circostanti. Vi trovano pertanto un ambiente idoneo molte specie ormai scomparse da gran parte della Lomellina. Per quanto manchino ricerche approfondite sugli aspetti faunistici, i primi dati raccolti sull'avifauna testimoniano l'importanza del biotopo in questione come estremo rifugio per diverse specie di bosco. Sono presenti, talvolta in buon numero come nel caso degli anatidi, diverse specie palustri grazie all'esistenza di acquitrini negli avvallamenti fra un dosso e l'altro. Fra i mammiferi è da segnalare la presenza della puzzola Mustela putorius, della martora Martes martes e del tasso Meles meles. Fra gli anfibi sarebbero da ricercare con attenzione la rana di Lataste Rana latastei e il pelobate Pelobates fuscus insubricus, per entrambi i quali esistono le condizioni ambientali idonee all'esistenza.

## Sagre ed Eventi

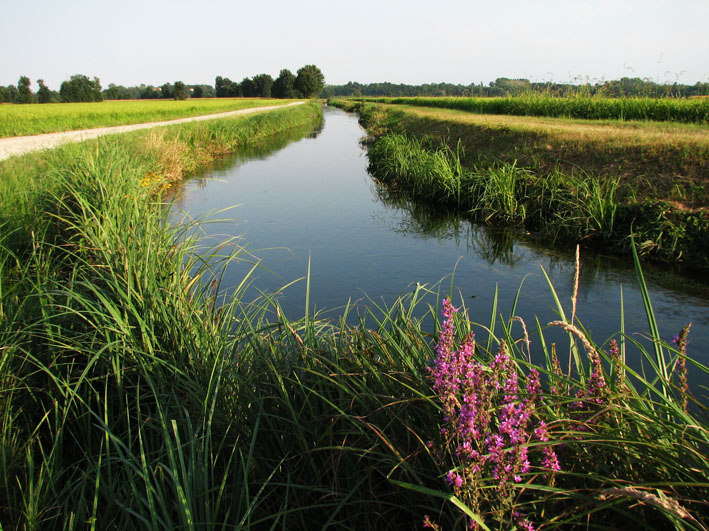
La roggia Castellana a Gropello Cairoli.

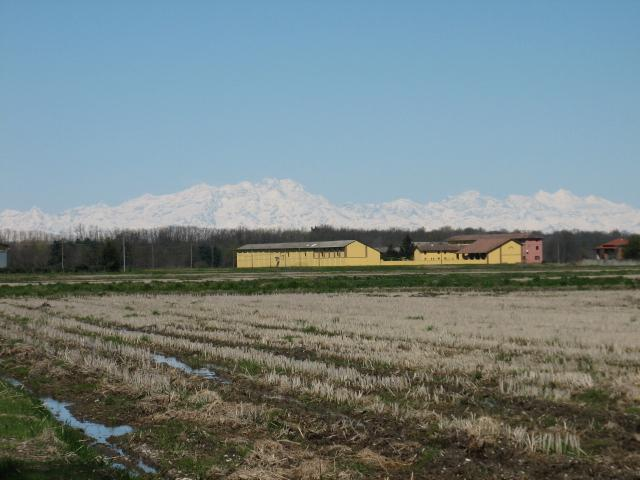
La cascina Valbona a Garlasco; sullo sfondo il Monte Rosa.

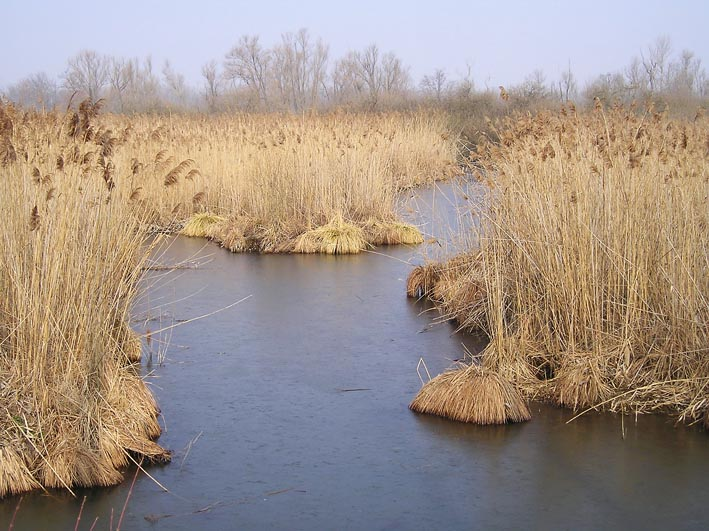
Il Monumento Naturale del "Lago di Sartirana Lomellina".

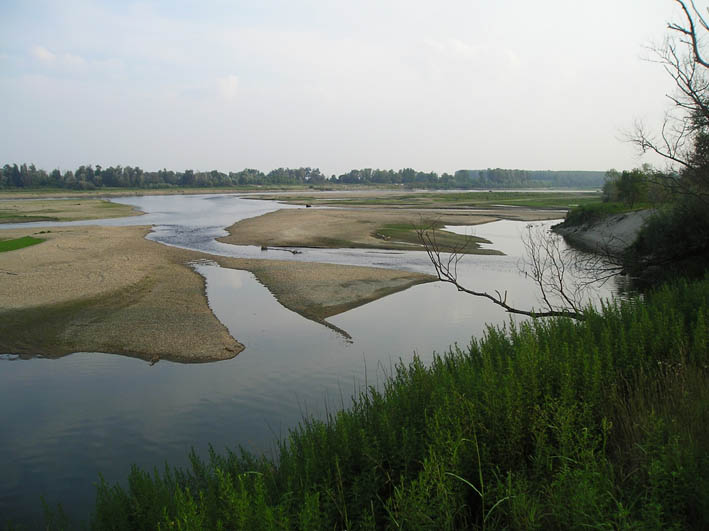
Il fiume Po a Balossa Bigli.

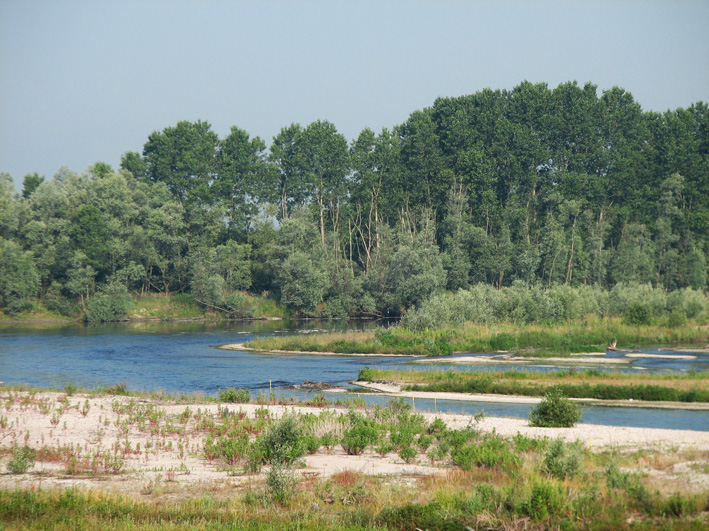
Il fiume Ticino al Canarazzo, Carbonara al Ticino.

Tutti i centri lomellini organizzano ogni anno feste, sagre e palii.
Gli eventi più importanti sono:
- gennaio: Marcia di Sant'Antonio, Zinasco;
- febbraio: Carnevale e sfilata dei carri allegorici nei maggiori centri lomellini;
- marzo: Scarpa d'oro, Vigevano;
- aprile: Fiera del Drago, San Giorgio di Lomellina;
- maggio: Festa patronale "Santa Croce" seconda domenica di maggio, Lomello
- maggio: Festa in Cascina, Pieve del Cairo;
- maggio: Sagra dell'asparago, Cilavegna;
- maggio: Sagra delle rose, Pieve Albignola;
- maggio: Rievocazione storica della Battaglia di Palestro, Palestro;
- maggio: Sagra della Cotoletta, Mede;
- giugno: Festa dell'Arte, Gravellona Lomellina;
- giugno: Notte delle anime, Gravellona Lomellina;
- giugno: Palio delle Contrade, Gambolò;
- giugno: Ricostruzione storica delle nozze della regina longobarda Teodolinda, Lomello
- giugno: Sagra del Riso, Sannazzaro de' Burgondi;
- giugno: Sagra della Cipolla Rossa De.Co., Breme;
- giugno: Sagra dello Spiedino, Torre Beretti;
- giugno - luglio: Festa di San Defendente con Palio delle Contrade,  Cassolnovo;
- luglio: Sagra dell'Alborella, Candia Lomellina;
- luglio: Festa dei Confrari, Palestro;
- luglio: Sagra del Fagiolo Borlotto, Gambolò;
- luglio: Festa Patronale, Sartirana Lomellina;
- luglio: Semiana Jazz, Semiana;
- luglio: Sagra del Buongustaio, Langosco;
- luglio: "Anguriando festival", Olevano;
- agosto: Sagra del Salam dla doja, Olevano;
- agosto: Gara di Barceolada, Candia Lomellina;
- agosto: Festa Patronale, Confienza;
- agosto: Sagra di San Bartolomeo, Zerbolò;
- agosto: Sagra dal Strachìn, Lomello;
- settembre: "Settembre Bozzolese", Garlasco;
- settembre: "Festa di San Pio X" prima Domenica di Settembre, Mortara;
- settembre: Sagra del Risotto, Cergnago;
- settembre: Settembre Sannazzarese, Sannazzaro de' Burgondi;
- settembre: Festa della Madonna di San Zeno, Gravellona Lomellina;
- settembre: Festa patronale di San Bartolomeo Cassolnovo;
- settembre: Sagra della Rana, Sartirana Lomellina;
- settembre: Sagra dell'Anatra, Ceretto Lomellina;
- settembre: Festa dei Ragazzi, Gropello Cairoli;
- settembre: Palio d'la Ciaramela, Mede;
- settembre: Sagra del Salame d'oca di Mortara, Mortara;
- settembre: Palio del gioco dell'oca, Mortara;
- settembre: Sagra del Mais, Albonese;
- settembre: Palio dl'Urmon, Sagra del Cotechino, Festa cittadina, Robbio;
- settembre: Sagra dello Spiedino, Castello d'Agogna;
- settembre: Sagra della lumaca e del riso lomellino, Valle Lomellina;
- settembre: Mostra dell'Antiquariato, Sartirana Lomellina;
- ottobre: Palio del Marenghìn, Candia Lomellina;
- ottobre: Sagra della Bruschetta, Carbonara al Ticino;
- ottobre: Sagra della Zucca Bertagnina, Dorno
- ottobre: Festa delle Offelle, Parona;
- ottobre: Festa d'Autunno, Cassolnovo
- ottobre: Palio delle Contrade, Vigevano;
- dicembre: Concerto di Natale, Sartirana Lomellina;
- dicembre: Grande Mercato di Natale, Gropello Cairoli;
- dicembre: Presepe vivente, Vigevano;

## Elenco dei comuni della Lomellina
| Pos.   | Comune                     | Nome in lingua locale | Abitanti (ab) | Superficie (km²) | Densità (ab/km²) |
| ------ | -------------------------- | --------------------- | ------------- | ---------------- | ---------------- |
| 1      | Alagna                     | Làgna                 | 905           | 8                | 112              |
| 2      | Albonese                   | Albunés               | 512           | 4                | 143              |
| 3      | Borgo San Siro             | Bùrgh San Sir         | 1 092         | 17               | 64               |
| 4      | Breme                      | Brèm                  | 892           | 19               | 46               |
| 5      | Candia Lomellina           | Càndia                | 1 692         | 27               | 63               |
| 6      | Carbonara al Ticino        | Carbunèra             | 1 540         | 14               | 110              |
| 7      | Cassolnovo                 | Cassö                 | 7 061         | 31               | 220              |
| 8      | Castello d'Agogna          | Casté d'Agogna        | 1 078         | 10               | 108              |
| 9      | Castelnovetto              | Castarnöv             | 657           | 18               | 36,5             |
| 10     | Cava Manara                | La Càva               | 6 592         | 17               | 388              |
| 11     | Ceretto Lomellina          | Saré                  | 214           | 7                | 31               |
| 12     | Cergnago                   | Sargnàch              | 755           | 13,61            | 55               |
| 13     | Cilavegna                  | Silavegna             | 5 475         | 17               | 331              |
| 14     | Confienza                  | Cunfiensa             | 1 704         | 26               | 63               |
| 15     | Cozzo                      | Còs                   | 373           | 17               | 22               |
| 16     | Dorno                      | Durän                 | 4 648         | 30               | 155              |
| 17     | Ferrera Erbognone          | Frèra                 | 1 140         | 19               | 60               |
| 18     | Frascarolo                 | Frascarö              | 1 248         | 23               | 54               |
| 19     | Galliavola                 | Galiaula              | 227           | 8                | 28               |
| 20     | Gambarana                  | Gambaräna             | 263           | 12               | 22               |
| 21     | Gambolò                    | Gambulò               | 10 183        | 51               | 191              |
| 22     | Garlasco                   | Garlàsch              | 9 824         | 39,03            | 248              |
| 23     | Gravellona Lomellina       | Gràvaluna             | 2 710         | 20               | 131              |
| 24     | Gropello Cairoli           | Grüpé                 | 4 598         | 26,11            | 176              |
| 25     | Langosco                   | Langüsch              | 429           | 15               | 29               |
| 26     | Lomello                    | Lümé                  | 2 348         | 22,24            | 105              |
| 27     | Mede                       | Méed                  | 7 065         | 33               | 214              |
| 28     | Mezzana Bigli              | La Msäna              | 1 148         | 18               | 64               |
| 29     | Mezzana Rabattone          | Mesàna                | 515           | 7                | 74               |
| 30     | Mortara                    | Murtära               | 15 640        | 52               | 131              |
| 31     | Nicorvo                    | Nicòrav               | 370           | 8,16             | 45               |
| 32     | Olevano di Lomellina       | Ulévan                | 802           | 15,42            | 52               |
| 33     | Ottobiano                  | Utibiän               | 1 190         | 24               | 50               |
| 34     | Palestro                   | Palèstar              | 2 022         | 18               | 112              |
| 35     | Parona                     | Parùna                | 2 049         | 9                | 228              |
| 36     | Pieve Albignola            | Piev d'Albignö        | 934           | 17               | 55               |
| 37     | Pieve del Cairo            | La Piév               | 2 177         | 25               | 87               |
| 38     | Robbio                     | Ròbi                  | 6 161         | 40               | 154              |
| 39     | Rosasco                    | Rusasch               | 664           | 19,81            | 34               |
| 40     | San Giorgio di Lomellina   | San Giorg ad l'Ümlena | 1 171         | 25               | 47               |
| 41     | Sannazzaro de' Burgondi    | Sanasà                | 5 920         | 23               | 257              |
| 42     | Sant'Angelo Lomellina      | Sant'Angiäl           | 885           | 10               | 86               |
| 43     | Sartirana Lomellina        | Sàrtiräna             | 1 108         | 29               | 62               |
| 44     | Scaldasole                 | Scaldasù              | 987           | 11,59            | 85               |
| 45     | Semiana                    | Simiäna               | 249           | 9,94             | 25               |
| 46     | Sommo                      | Sum                   | 1 113         | 14,25            | 78               |
| 47     | Suardi                     | Suàr oppure Al Burgh  | 670           | 9,81             | 68               |
| 48     | Torre Beretti e Castellaro | La Tur e Al Castlà    | 616           | 17,57            | 35               |
| 49     | Tromello                   | Trümè                 | 3 811         | 35               | 109              |
| 50     | Valeggio                   | Valägg                | 233           | 9                | 26               |
| 51     | Valle Lomellina            | Vàl                   | 2 245         | 27,11            | 83               |
| 52     | Velezzo Lomellina          | Vlès                  | 100           | 8                | 13               |
| 53     | Vigevano                   | Avgévan               | 63 355        | 82,38            | 769              |
| 54     | Villa Biscossi             | La Vila               | 74            | 5                | 15               |
| 55     | Villanova d'Ardenghi       | Vilanöva              | 781           | 6                | 130              |
| 56     | Zeme                       | Zem                   | 1 144         | 25               | 46               |
| 57     | Zerbolò                    | Zärbulò               | 1 638         | 37               | 44               |
| 58     | Zinasco                    | Zinasc                | 3 215         | 29               | 111              |
| Totale | Totale                     | Totale                | 198 212       | 1 240            | 160              |

Dati ISTAT 06/2010